# 黃錢其濂
黃錢其濂，CBE，ISO，JP（1937年9月15日—），別號鮮忌廉，生於上海，祖籍湖南省衡陽市，1949年隨父母移民来香港，前香港政府高官及香港立法局議員，畢業於香港大學英國文學系，畢業後初時任英文教師七年之久，後於1969年加入香港政府擔任政務主任，人稱「政壇鳳凰女」，後隨夫婿黃漢威入籍紐西蘭，曾移居澳洲。

## 生平
黃錢其濂生於上海，1949年隨父母到香港生活，1949年至1956年就讀拔萃女小學及拔萃女書院，1954年於英文中學會考中取得科英文、歷史、地理以及聖經科「良」等，家政科「優」等成績。在香港大學修讀英國文學期间，師從名詩人布蘭登（Edmund Charles Blunden）教授，並取得榮譽學士學位（1959年二級榮譽畢業），又於1960年以優異成績取得香港大學教育文憑。大學畢業後，她先於聖保羅男女中學任職英文教師7年，在1960年至1967年間還於聖保祿中學、新法書院以及九龍利瑪竇書院任教，再於1967年至1969年轉職作家，繼而於1969年加入香港政府任職政務主任。轉職公務員期間，她曾先後在1976年和1982年奉派紐西蘭高級公務員學院和哈佛商學院進修。1980年代，黃錢其濂出掌市政總署副署長，推動成立香港演藝學院；1990年代奉委衛生福利司，改革醫療護理制度，是醫院管理局在1991年成立的推手。黃錢其濂在1994年提前退休。
在彭定康推行政改方案，設立新九組功能組別之後，她競逐立法局第9組公共、社會及個人服務界議席，以最高票數在功能組別勝出，由政府官員搖身一變成為香港立法局議員。1996年更參與創建當時被視為激進民主派的政治組織「前綫」。
由於主權移交後的立法會議員必須放棄外國國籍，黃錢其濂選擇「落車」並移居澳洲，其後成為兒童文學創作者。
黃錢其濂於2007年在澳洲演藝學院NIDA深造導演藝術，致力於創作劇本，前布政司夏鼎基曾稱贊她撰寫的英文，好過很多英國人，她更是首位香港華人獲邀在紐西蘭奧克蘭大學舉辦的國際論壇Rising Dragons, Soaring Bananas國際大會做主講者。
2011年黃錢其濂因丈夫中風回流香港定居，並主動聯絡香港補習學校遵理學校教授學生英文。她批評接連的教育改革令教師忙於應付，無法專心教學，間接令學生英語水平退步。

## 個人生活
黃錢其濂已婚，丈夫黃漢威是一名建築師及前公務員，曾於1985年至1986年度擔任香港建築師學會會長。他們於1959年結婚，婚後育有1子1女。

## 簡歷
- 1969年5月：加入香港政府政務主任職系，派駐民政司署
- 1970年1月：社會福利署政務助理
- 1970年7月：輔政司署助理秘書（編制）
- 1973年7月：輔政司署助理秘書（財政）
- 1975年3月：助理財政司
- 1975年8月：晉升為高級政務主任
- 1977年3月：助理財政司
- 1978年3月：晉升為首長級丙級政務官
- 1979年10月：出任音樂事務統籌處音樂總監
- 1981年11月：市政總署副署長
- 1982年4月：晉升為首長級乙級政務官
- 1983年2月：副民政司
- 1984年8月：副民意審核專員
- 1984年12月：副地政工務司（2）
- 1986年6月：副文康市政司（康樂及文化）
- 1987年3月：社會福利署署長
- 1987年10月：晉升為首長級乙一級政務官
- 1989年12月：晉升為首長級甲級政務官
- 1990年2月：衛生福利司
- 1991年1月：晉升為布政司署司級政務官
- 1994年：退休
- 1995年9月-1997年6月：立法局議員
- 2011年10月：遵理學校補教名師[12]
- 2012年1月：新民黨成員兼顧問

## 作品
- 1997年：《香江感懷錄：一九九七》（Thanks for the memories : Hong Kong 1997）
- 2006年：《虹城》（Rainbow City）（長篇小說，原著為英語，有中譯本）
- 2007年：《花而山》（Flower Mountain）（長篇小說，原著為英語，有中譯本）
- 2010年：《兩出獨幕喜劇》（結集以保護生態環境為主題的《生態必勝》及以輕鬆手法諷刺社會現象的《忽然愛國》兩大劇作）